# 中国科学技术协会

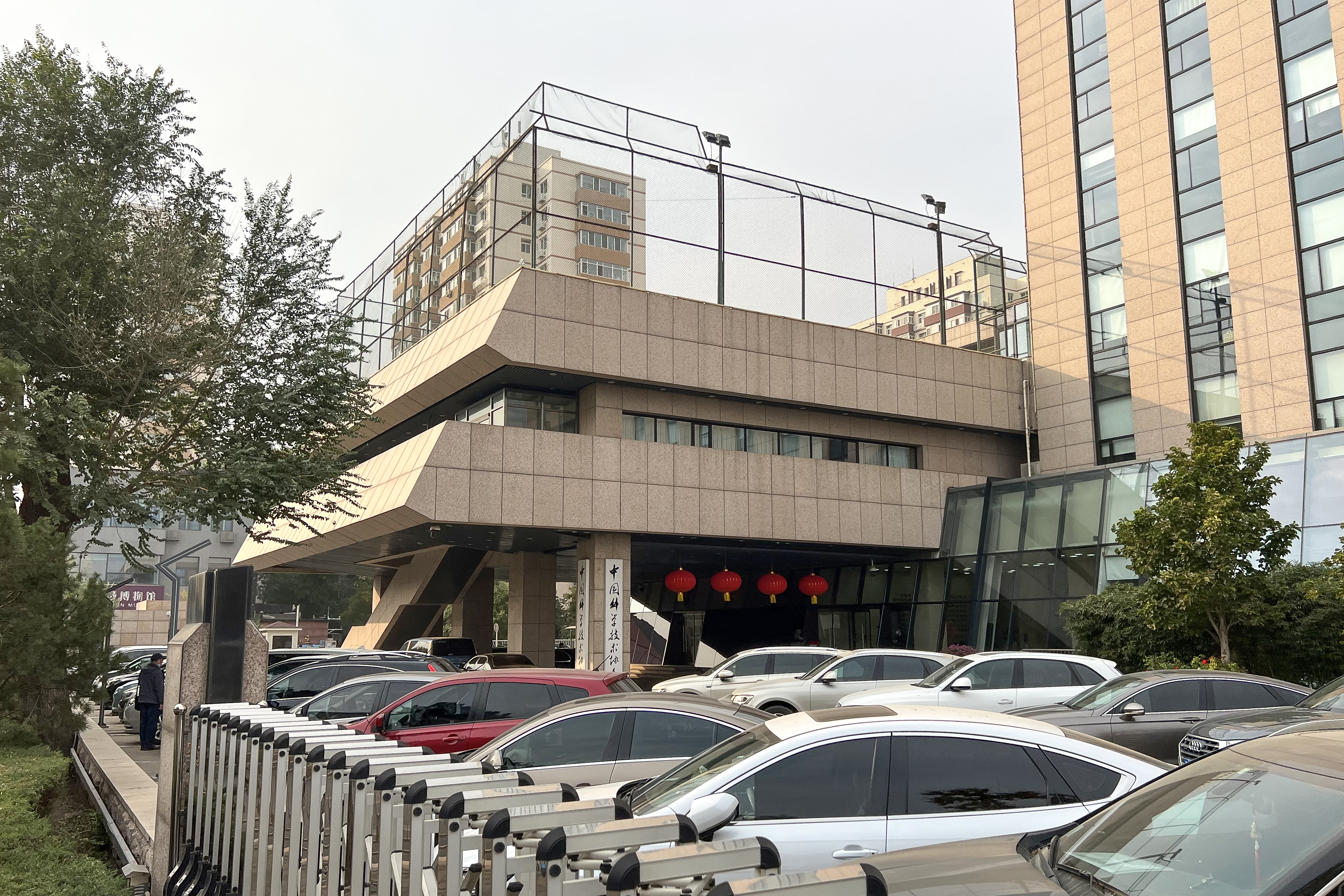
中国科协总部

中国科学技术协会年会标志

中国科学技术协会，简称中国科协，是中华人民共和国的科学技术领域的人民团体。

## 历史
1958年9月，中华全国自然科学专门学会联合会和中华全国科学技术普及协会合并组建中华人民共和国科学技术协会，并举行了中国科协第一次代表大会。1980年3月，中国科协第二次代表大会，决定更名为中国科学技术协会。
中国科协是中国大陆科学技术工作最主要的民间团体之一，下辖189个全国性学会和32个省级科协，拥有430多万会员的科技团体。中国科协及其所属单位参加了240多个国际民间科技组织，有100多名中国科学家在这些组织的专业机构中任职，定位为“党和政府联系科学技术工作者的桥梁和纽带”。中国科协目前主要开展学术交流和训练、学术成果鉴定、专业技术职务资格评审、表征优秀科技工作者以及普及科学知识等工作。
2002年6月29日，第九届全国人民代表大会常务委员会第二十八次会议通过《中华人民共和国科学技术普及法》，它是世界唯一一套以普及公眾科學知識作為國家戰略的明文法規，法定中华人民共和国国务院科学技术行政部门制定全国科普工作规划，实行政策引导，进行督促检查，依法对科普事业实行税收优惠；中国科学技术协会則是執行主力。
2020年8月31日，根据中华人民共和国国家发展和改革委员会《关于全面推开行业协会商会与行政机关脱钩改革的实施意见》（发改体改〔2019〕1063号），原由中国科协主管的中国工业设计协会、中国心理卫生协会、中国消防协会、中国流行色协会、中国科学探险协会、中国国际经济技术合作促进会、中国标准化协会等7家行业协会与中国科协分离，依法直接登记、独立运行，剥离行政职能，不再设置业务主管单位；取消对其直接财政拨款，通过政府购买服务等方式支持其发展。
在级别上，中国科协是由中共中央书记处直接领导，设有党组书记。

## 职责
根据《中国科学技术协会章程》，中国科协承担下列任务：
1. 密切联系科学技术工作者，宣传党的路线方针政策，反映科学技术工作者的建议、意见和诉求，维护科学技术工作者的合法权益，建设科技工作者之家。
2. 开展学术交流，活跃学术思想，倡导学术民主，优化学术环境，促进学科发展,推进国家创新体系建设。
3. 组织科学技术工作者开展科技创新，参与科学论证和咨询服务，加快科学技术成果转化应用，助力创新发展，为增强企业自主创新能力作贡献。
4. 弘扬科学精神，普及科学知识，推广先进技术，传播科学思想和科学方法，捍卫科学尊严，提高全民科学素质。
5. 健全科学共同体的自律功能，推动建立和完善科学研究诚信监督机制，促进科学道德建设和学风建设，宣传优秀科学技术工作者，培育科学文化，践行社会主义核心价值观。
6. 组织科学技术工作者参与国家科技战略、规划、布局、政策、法律法规的咨询制定和国家事务的政治协商、科学决策、民主监督工作，建设中国特色高水平科技创新智库。
7. 组织所属学会有序承接科技评估、工程技术领域职业资格认定、技术标准研制、国家科技奖励推荐等政府委托工作或转移职能。
8. 注重激发青少年科技兴趣，发现培养杰出青年科学家和创新团队，表彰奖励优秀科学技术工作者，举荐科学技术人才。
9. 开展民间国际科学技术交流活动，促进国际科学技术合作，发展同国(境)外科学技术团体和科学技术工作者的友好交往，为海外科技人才来华创新创业提供服务。
10. 兴办符合中国科学技术协会宗旨的社会公益性事业。

## 机构设置
根据有关规定，中国科协中央机关设置下列机构：

### 内设机构
- 办公厅
- 计划财务部
- 组织人事部
- 调研宣传部
- 学会学术部（企业工作办公室）
- 科学技术普及部
- 国际联络部
- 机关党委
- 机关离退休干部办公室

### 直属事业单位
- 创新战略研究院
- 中国科普研究所
- 中国科协学会服务中心
- 中国科协信息中心
- 中国科学技术馆
- 中国科协青少年科技中心
- 中国科协企业创新服务中心
- 中国科协农村专业技术服务中心
- 中国国际科技会议中心
- 中国科协科学技术传播中心
- 中国科协培训和人才服务中心
- 科技导报社
- 中国科协机关服务中心
- 中国科技会堂
- 中国科协新技术开发中心

### 直属企业单位
- 中国科学技术出版社有限公司（科学普及出版社）

### 主管社会团体

#### 学会
- 中国数学会
- 中国物理学会
- 中国力学学会
- 中国光学学会
- 中国声学学会
- 中国化学会
- 中国天文学会
- 中国气象学会
- 中国空间科学学会
- 中国地质学会
- 中国地理学会
- 中国地球物理学会
- 中国矿物岩石地球化学学会
- 中国古生物学会
- 中国海洋湖沼学会
- 中国海洋学会
- 中国地震学会
- 中国动物学会
- 中国植物学会
- 中国昆虫学会
- 中国微生物学会
- 中国生物化学与分子生物学会
- 中国细胞生物学学会
- 中国植物生理与植物分子生物学学会
- 中国生物物理学会
- 中国遗传学会
- 中国心理学会
- 中国生态学学会
- 中国环境科学学会
- 中国自然资源学会
- 中国感光学会
- 中国优选法统筹法与经济数学研究会
- 中国岩石力学与工程学会
- 中国野生动物保护协会
- 中国系统工程学会
- 中国实验动物学会
- 中国青藏高原研究会
- 中国环境诱变剂学会
- 中国运筹学会
- 中国菌物学会
- 中国晶体学会
- 中国神经科学学会
- 中国认知科学学会
- 中国微循环学会
- 国际数字地球学会
- 国际动物学会
- 中国机械工程学会
- 中国汽车工程学会
- 中国农业机械学会
- 中国农业工程学会
- 中国电机工程学会
- 中国电工技术学会
- 中国水力发电工程学会
- 中国水利学会
- 中国内燃机学会
- 中国工程热物理学会
- 中国空气动力学会
- 中国制冷学会
- 中国真空学会
- 中国自动化学会
- 中国仪器仪表学会
- 中国计量测试学会
- 中国图学学会
- 中国电子学会
- 中国计算机学会
- 中国通信学会
- 中国中文信息学会
- 中国测绘学会
- 中国造船工程学会
- 中国航海学会
- 中国铁道学会
- 中国公路学会
- 中国航空学会
- 中国宇航学会
- 中国兵工学会
- 中国金属学会
- 中国有色金属学会
- 中国稀土学会
- 中国腐蚀与防护学会
- 中国化工学会
- 中国核学会
- 中国石油学会
- 中国煤炭学会
- 中国可再生能源学会
- 中国能源研究会
- 中国硅酸盐学会
- 中国建筑学会
- 中国土木工程学会
- 中国生物工程学会
- 中国纺织工程学会
- 中国造纸学会
- 中国文物保护技术协会
- 中国印刷技术协会
- 中国材料研究学会
- 中国食品科学技术学会
- 中国粮油学会
- 中国职业安全健康协会
- 中国烟草学会
- 中国仿真学会
- 中国电影电视技术学会
- 中国振动工程学会
- 中国颗粒学会
- 中国照明学会
- 中国动力工程学会
- 中国惯性技术学会
- 中国风景园林学会
- 中国电源学会
- 中国复合材料学会
- 中国图象图形学学会
- 中国人工智能学会
- 中国体视学学会
- 中国工程机械学会
- 中国海洋工程咨询协会
- 中国遥感应用协会
- 中国指挥与控制学会
- 中国光学工程学会
- 中国微米纳米技术学会
- 中国密码学会
- 中国大坝工程学会
- 中国卫星导航定位协会
- 中国生物材料学会
- 中国农学会
- 中国林学会
- 中国土壤学会
- 中国水产学会
- 中国园艺学会
- 中国畜牧兽医学会
- 中国植物病理学会
- 中国植物保护学会
- 中国作物学会
- 中国热带作物学会
- 中国蚕学会
- 中国水土保持学会
- 中国茶叶学会
- 中国草学会
- 中国植物营养与肥料学会
- 中国农业历史学会
- 中华医学会
- 中华中医药学会
- 中国中西医结合学会
- 中国药学会
- 中华护理学会
- 中国生理学会
- 中国解剖学会
- 中国生物医学工程学会
- 中国病理生理学会
- 中国营养学会
- 中国药理学会
- 中国针灸学会
- 中国防痨协会
- 中国麻风防治协会
- 中国抗癌协会
- 中国体育科学学会
- 中国毒理学会
- 中国康复医学会
- 中国免疫学会
- 中华预防医学会
- 中国法医学会
- 中华口腔医学会
- 中国医学救援协会
- 中国女医师协会
- 中国研究型医院学会
- 中国睡眠研究会
- 中国卒中学会
- 中国自然辩证法研究会
- 中国管理现代化研究会
- 中国技术经济学会
- 中国现场统计研究会
- 中国未来研究会
- 中国科学技术史学会
- 中国科学技术情报学会
- 中国图书馆学会
- 中国城市科学研究会
- 中国科学学与科技政策研究会
- 中国农村专业技术协会
- 中国工艺美术学会
- 中国科普作家协会
- 中国自然科学博物馆学会
- 中国可持续发展研究会
- 中国青少年科技辅导员协会
- 中国科教电影电视协会
- 中国科学技术期刊编辑学会
- 中国档案学会
- 中国国土经济学会
- 中国土地学会
- 中国科技新闻学会
- 中国老科学技术工作者协会
- 中国城市规划学会
- 中国产学研合作促进会
- 中国知识产权研究会
- 中国发明协会
- 中国工程教育专业认证协会
- 中国检验检测学会
- 中国女科技工作者协会
- 中国创造学会
- 中国经济科技开发国际交流协会
- 中国高科技产业化研究会
- 中国微量元素科学研究会
- 中国基本建设优化研究会
- 中国科技馆发展基金会
- 中国生物多样性保护与绿色发展基金会
- 中国反邪教协会

#### 地方科协
- 北京市科学技术协会
- 天津市科学技术协会
- 河北省科学技术协会
- 山西省科学技术协会
- 内蒙古自治区科学技术协会
- 辽宁省科学技术协会
- 吉林省科学技术协会
- 黑龙江省科学技术协会
- 上海市科学技术协会
- 江苏省科学技术协会
- 浙江省科学技术协会
- 安徽省科学技术协会
- 福建省科学技术协会
- 江西省科学技术协会
- 山东省科学技术协会
- 河南省科学技术协会
- 湖北省科学技术协会
- 湖南省科学技术协会
- 广东省科学技术协会
- 广西壮族自治区科学技术协会
- 海南省科学技术协会
- 重庆市科学技术协会
- 四川省科学技术协会
- 贵州省科学技术协会
- 云南省科学技术协会
- 西藏自治区科学技术协会
- 陕西省科学技术协会
- 甘肃省科学技术协会
- 青海省科学技术协会
- 宁夏回族自治区科学技术协会
- 新疆维吾尔自治区科学技术协会
- 新疆生产建设兵团科学技术协会
- 石家庄市科学技术协会
- 沈阳市科学技术协会
- 长春市科学技术协会
- 哈尔滨科学技术协会
- 南京市科学技术协会
- 杭州市科学技术协会
- 合肥市科学技术协会
- 福州市科学技术协会
- 南昌市科学技术协会
- 济南市科学技术协会
- 郑州市科学技术协会
- 武汉市科学技术协会
- 长沙市科学技术协会
- 广州市科学技术协会
- 南宁市科学技术协会
- 成都市科学技术协会
- 海口市科学技术协会
- 贵阳市科学技术协会
- 昆明市科学技术协会
- 西安市科学技术协会

## 历届领导

### 主席
| 姓 名  | 籍 贯    | 任 期                        | 曾任最高职务                                              | 备 注                                    |
| ------ | -------- | ---------------------------- | --------------------------------------------------------- | ---------------------------------------- |
| 李四光 | 湖北黄冈 | 第一届（1958年当选）         | 第二、三届全国政协副主席 中国科学院副院长                 | 地质学家、中国科学院院士                 |
| 周培源 | 江苏宜兴 | 第二届（1980年－1986年）     | 第五至七届全国政协副主席                                  | 理论物理学家、中科院院士                 |
| 钱学森 | 浙江杭州 | 第三届（1986年－1991年）     | 第六至八届全国政协副主席                                  | 空气动力学家、中科院院士、中国工程院院士 |
| 朱光亚 | 湖北武汉 | 第四届（1991年－1996年）     | 第八、九届全国政协副主席 中国工程院院长                   | 核物理学家、中科院院士、中国工程院院士   |
| 周光召 | 湖南长沙 | 第五、六届（1996年－2006年） | 第九届全国人大常委会副委员长 中国科学院院长               | 理论物理学家、中科院院士                 |
| 韩启德 | 浙江慈溪 | 第七、八届（2006年－2016年） | 第十、十一届全国人大常委会副委员长 第十二届全国政协副主席 | 医学家、中科院院士                       |
| 万钢   | 湖北潛江 | 第九、十届（2016年至今）     | 第十一至十三届全国政协副主席 科学技术部部長               | 汽车动力学家                             |

### 党组书记
- 张玉台（1996年5月－2006年5月）
- 邓楠（2006年5月－2011年4月）
- 陈希（2011年4月－2013年4月）
- 申维辰（2013年4月－2014年4月）
- 尚勇（2014年7月－2017年9月）
- 怀进鹏（2017年9月－2021年7月）
- 张玉卓（2021年7月－2022年12月）
- 贺军科（2023年5月－）